# 山内町
山内町（やまうちちょう）は、佐賀県の西部にあった町で、現在は武雄市西部の町である。2006年（平成18年）3月1日、周辺の武雄市・北方町と対等合併し、新市制による武雄市が成立した。山内町は武雄市の9つの町の1つとなり、また、大字の冠称となった（杵島郡山内町○○→武雄市山内町○○）。

## 地理

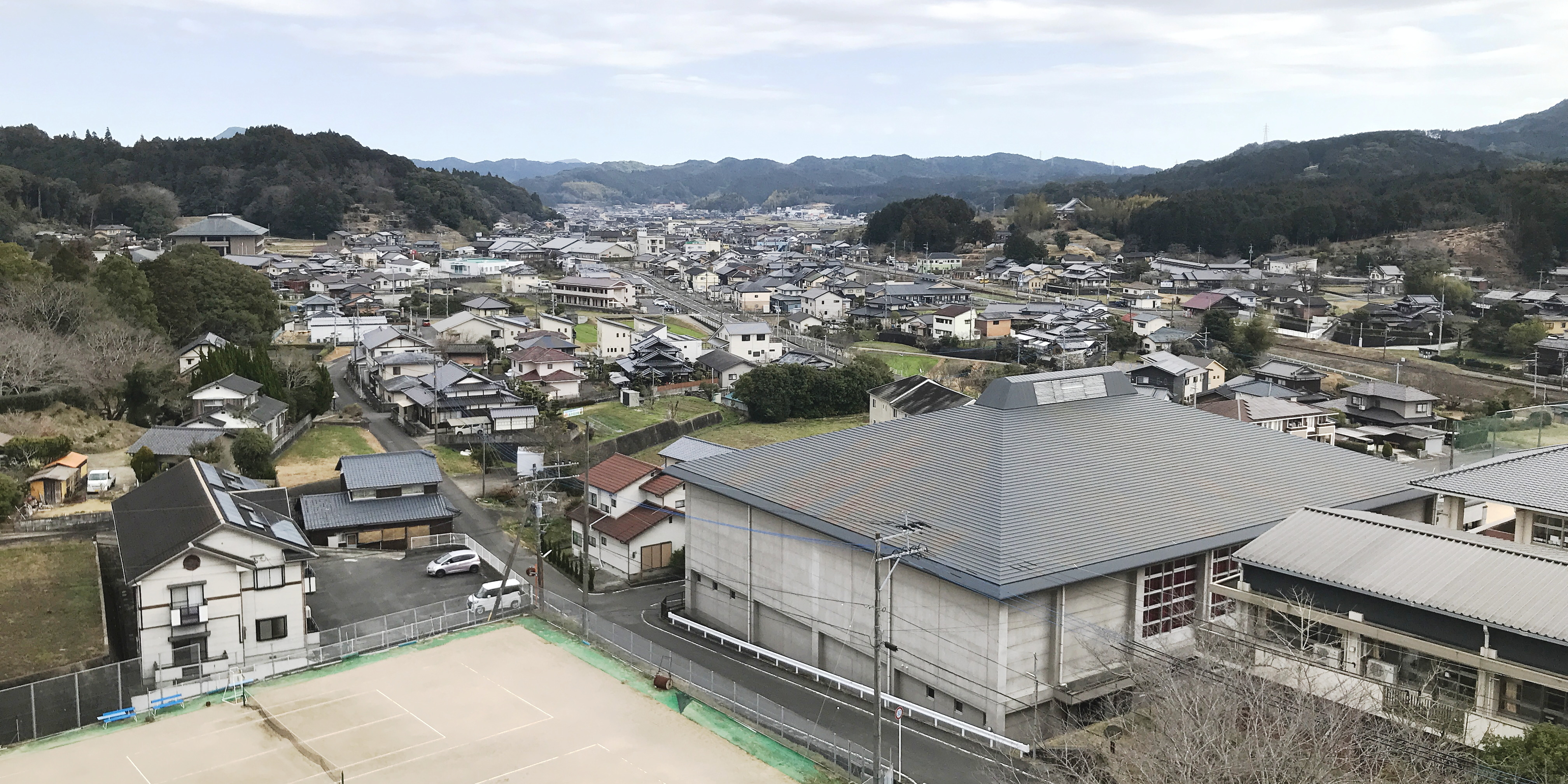
三間坂の町並み（山内中央公園展望台から）

佐賀県の西部、四方を小高い山に囲まれた盆地に位置する。東西距離7.5 km、南北距離7.5 km、境界線周囲の距離32.8 km。
標高が高めで、気候は1年を通して周辺地域よりやや冷涼である。

### 地形
- 山：黒髪山、神六山
- 河川：松浦川の源流
- 湖沼：狩立ダム・日ノ峯ダム

### 隣接していた自治体
- 伊万里市
- 武雄市
- 西松浦郡有田町、西有田町
- 長崎県東彼杵郡波佐見町

### 大字
- 犬走（いぬばしり）
- 大野（おおの）
- 鳥海（とのみ）
- 三間坂（みまさか）
- 宮野（みやの）

## 歴史

### 沿革
- 1889年（明治22年）4月1日 - 町村制が施行され、犬走村・鳥海村・三間坂村を合併して中通村が、大野村・宮野村を合併して住吉村がそれぞれ発足。
- 1954年（昭和29年）4月1日 - 中通村と住吉村が対等合併し、山内村が発足。
- 1955年（昭和30年）3月 - 武雄市武内町の一部を山内村に編入。
- 1960年（昭和35年）9月1日 - 山内村が町制施行し、山内町となる。
- 2006年（平成18年）3月1日 - 対等合併により(新)武雄市に。

## 行政
- 首長名：永尾光義（1994年（平成6年）5月15日 - 2006年（平成18年））

## 経済

### 産業
- 陶磁器
  - 有田町に隣接しているため有田焼（伊万里焼）の窯元が多く立地しており、陶磁器の生産が盛んである。
- 第一次産業
  - 茶やチンゲンサイ、肉牛などの生産が多い。

## 姉妹都市・提携都市

### 海外
- セバストポール市（アメリカ合衆国 カリフォルニア州）

## 地域

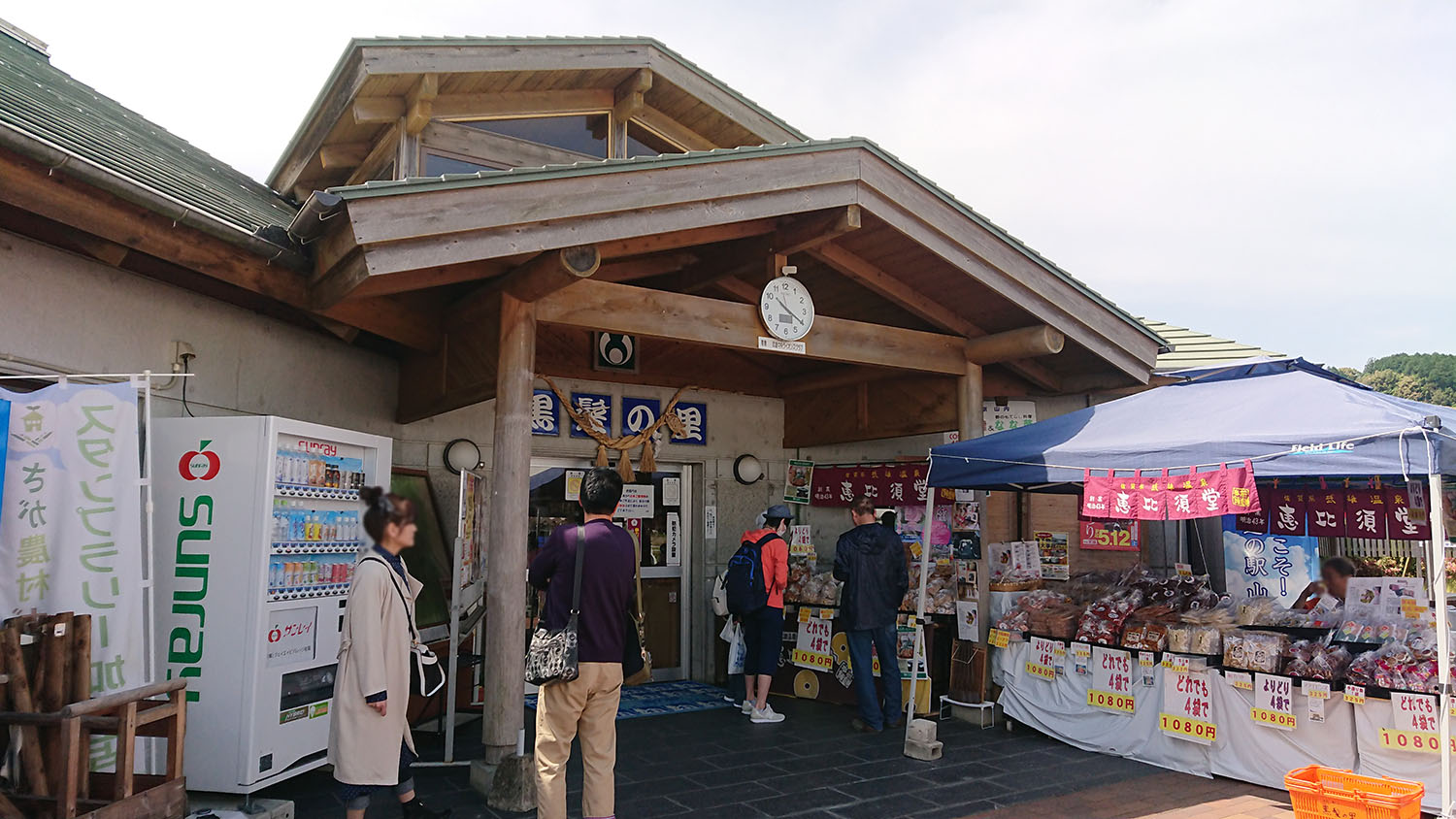
道の駅山内

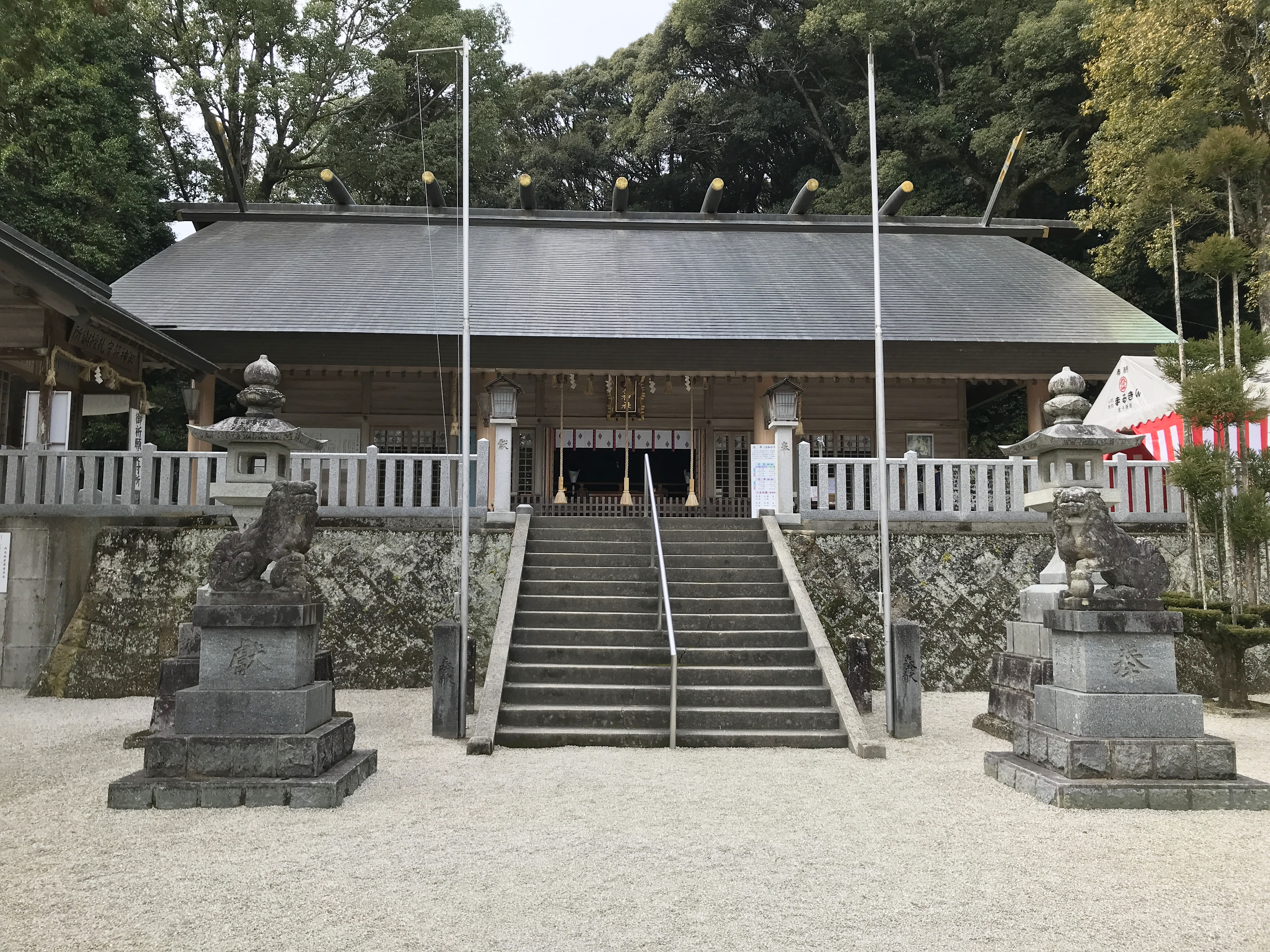
黒髪神社

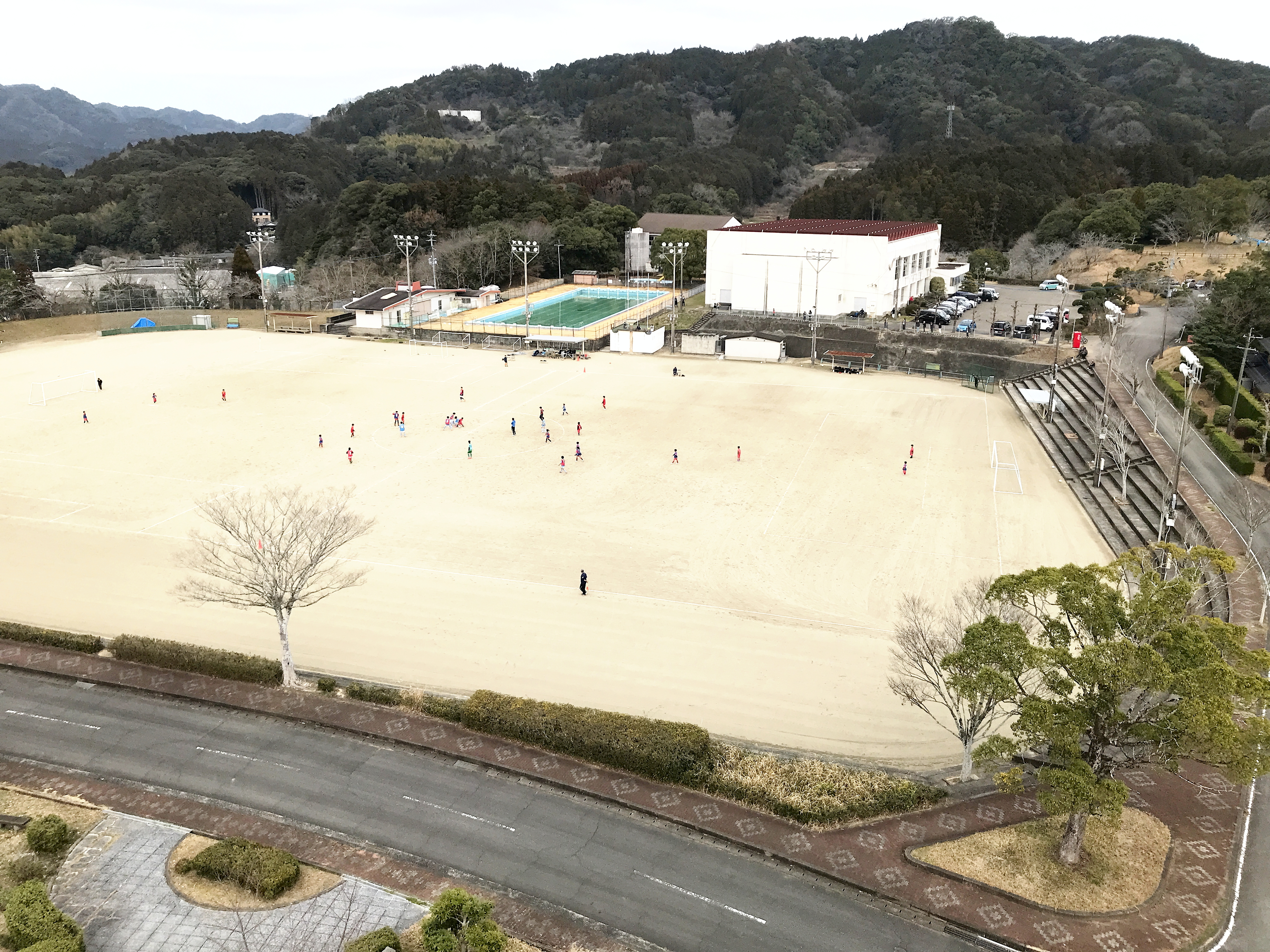
山内中央公園グラウンド

### 教育

#### 小・中学校
- 山内町立山内中学校
- 山内町立山内東小学校
- 山内町立山内西小学校

## 交通
- 最寄り空港は佐賀空港または長崎空港。

### 鉄道路線
- 町内にある駅：JR九州佐世保線永尾駅・三間坂駅
- 中心となる駅：三間坂駅
- 隣接市町村への連絡：佐世保線
- 県庁所在地（佐賀市）への連絡：佐世保線⇒江北駅⇒長崎本線⇒佐賀駅
- 広範囲な連絡
  - 福岡市・北九州市への連絡：佐世保線⇒長崎本線⇒鳥栖駅⇒鹿児島本線⇒博多駅・小倉駅
  - 熊本市への連絡：佐世保線⇒長崎本線⇒鳥栖駅⇒鹿児島本線⇒熊本駅
  - 長崎市への連絡：佐世保線⇒早岐駅⇒大村線⇒諫早駅⇒長崎本線⇒長崎駅
  - 佐世保市への連絡：佐世保線⇒早岐駅⇒佐世保駅
  - 最寄り特急列車停車駅：東部方向は佐世保線武雄温泉駅、西部方向は同有田駅
  - 最寄り新幹線駅：西九州新幹線武雄温泉駅

### 道路
- 最寄の高速自動車道
  - E34 長崎自動車道 5 武雄北方インターチェンジ
- 一般国道
  - 町内を走る一般国道：国道35号
  - 道の駅：道の駅山内黒髪の里
- 県道
  - 町内を走る県道：佐賀県道26号伊万里山内線・佐賀県道38号相知山内線・佐賀県道45号嬉野山内線

## 名所・旧跡・観光スポット・祭事・催事
- 黒髪山・夫婦岩
- 黒髪の浪漫まつり
- 産業まつり（11月中旬）
- 中央公園
- 黒髪神社